# 나프탈란 오일
나프탈란 오일은 아제르바이잔의 나프탈란 지역에서 발견되는 나프탈렌이 함유된 석유이며, 치료 효과가 있다고 알려져 있다.
아제르바이잔의 카스피해 지역에서 나오는 석유와는 다르게 나프탈란 지역의 석유는 비중이 높다. 대신 나프탈렌과 탄화 수소 함유량이 높아서 약으로 사용했다. 이 지역의 목욕탕에서는 전신을 석유에 담그는 목욕을 할 수 있다.
오일에 있는 나프탈렌은 치료적 특성을 가지고 있다고 하지만, 나프탈렌이 발암 물질일 수도 있다고 한다.

## 같이 보기
- 콜타르